# Pitthea triplagiata
Pitthea triplagiata là một loài bướm đêm trong họ Geometridae.